# Erika Butenandt

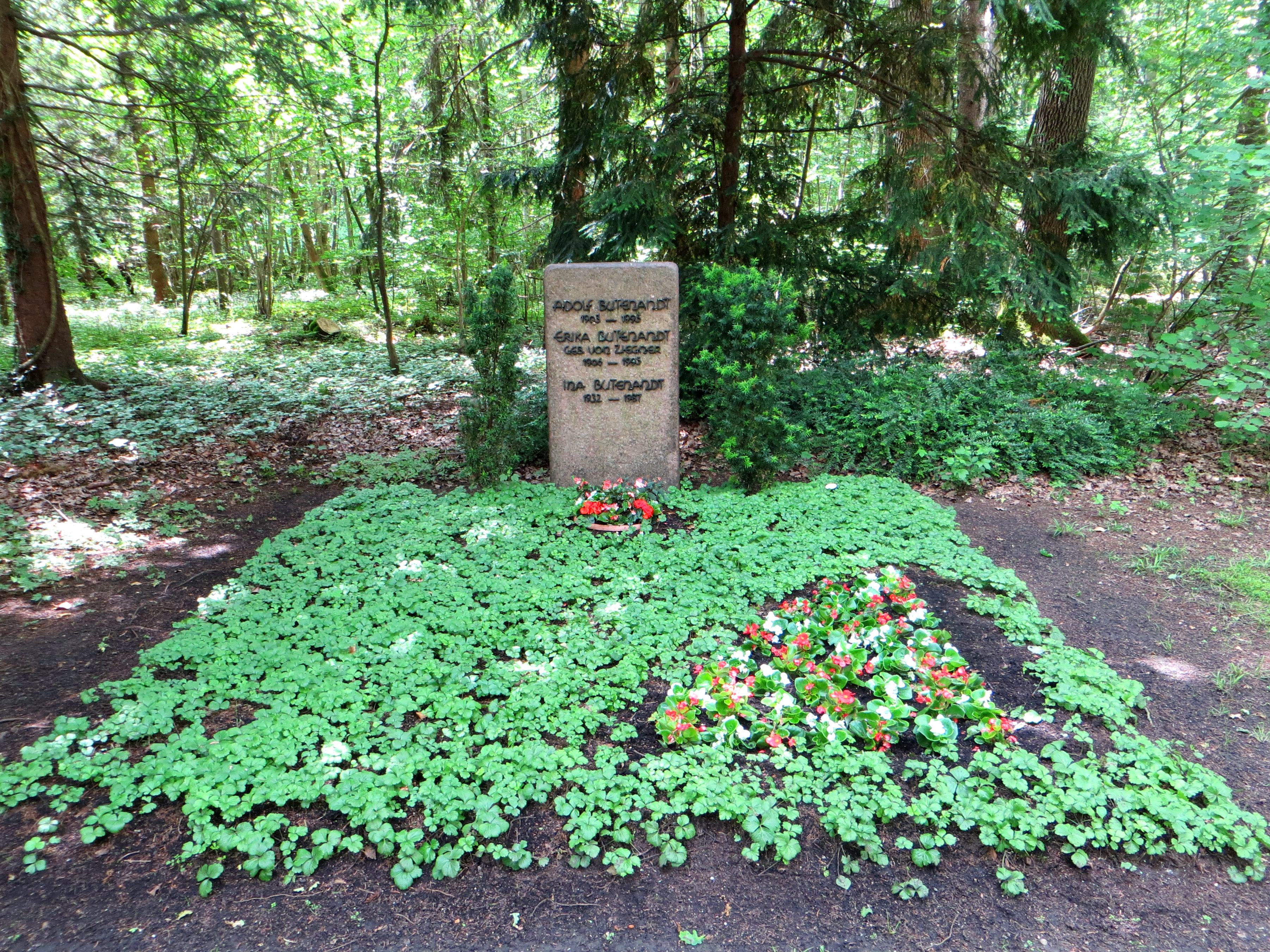
Das Grab von Erika und Adolf Butenandt auf dem Waldfriedhof (München)

Erika Butenandt (* 30. Dezember 1906 in Neiße, Landkreis Neisse, Provinz Schlesien; † 1995 in München; geborene Erika von Ziegner) war die Gattin des deutschen Biochemikers und Nobelpreisträgers Adolf Butenandt.

## Werdegang
Ziegner war die Tochter des Oberst Siegfried von Ziegner (1866–1935) und der Marie Luise Eschenburg (1878–1954). Sie durchlief zunächst eine Ausbildung zur medizinisch-technischen Assistentin und arbeitete später als Assistentin ihres künftigen Mannes. Die Ehe zwischen Erika von Ziegner und Adolf Butenandt wurde am 28. Februar 1931 in Göttingen geschlossen. Mit der Heirat erhielt Butenandt Zugang zu den höheren gesellschaftlichen Kreisen der preußischen Militäraristokratie. 
Anfänglich beschränkte sich ihre Rolle auf die der Hausfrau und Mutter. Das Paar hatte sieben Kinder. Sie legte ein staatliches Examen als Meisterhausfrau ab und organisierte, während sich die Karriere ihres Mannes entwickelte, die zahlreichen Umzüge der Familie. Während des Zweiten Weltkriegs trat sie wieder in das Institut ihres Mannes ein und wirkte bei der Etablierung eines Testverfahrens für die Wirksamkeit des neu isolierten Insektensexuallockstoffes entscheidend mit.
Später engagierte sich Erika Butenandt für soziale Belange und wurde für ihre Verdienste auf diesem Gebiet mehrfach ausgezeichnet.

## Ehrungen
- Oktober 1939: Mutterkreuz
- Ehrenpräsidentin des Deutschen Sozialwerks
- Bayerischer Verdienstorden
- Verdienstkreuz am Bande der Bundesrepublik Deutschland
- 1983: Verdienstkreuz 1. Klasse der Bundesrepublik Deutschland

| Personendaten    | Personendaten |
| ---------------- | --- |
| NAME             | Butenandt, Erika |
| KURZBESCHREIBUNG | deutsche medizinisch-technische Assistentin, Gattin des deutschen Biochemikers und Nobelpreisträgers Adolf Butenandt |
| GEBURTSDATUM     | 30. Dezember 1906 |
| GEBURTSORT       | Neiße, Landkreis Neisse, Provinz Schlesien                                                                           |
| STERBEDATUM      | 1995 |
| STERBEORT        | München |